# کشتی مین‌روب کلاس ناتیا
ماین‌سوییپر کلاس ناتیا (به انگلیسی: Natya-class minesweeper) یک کلاس از کشتی است که طول آن 61 meters می‌باشد.